# Forsviks bruk

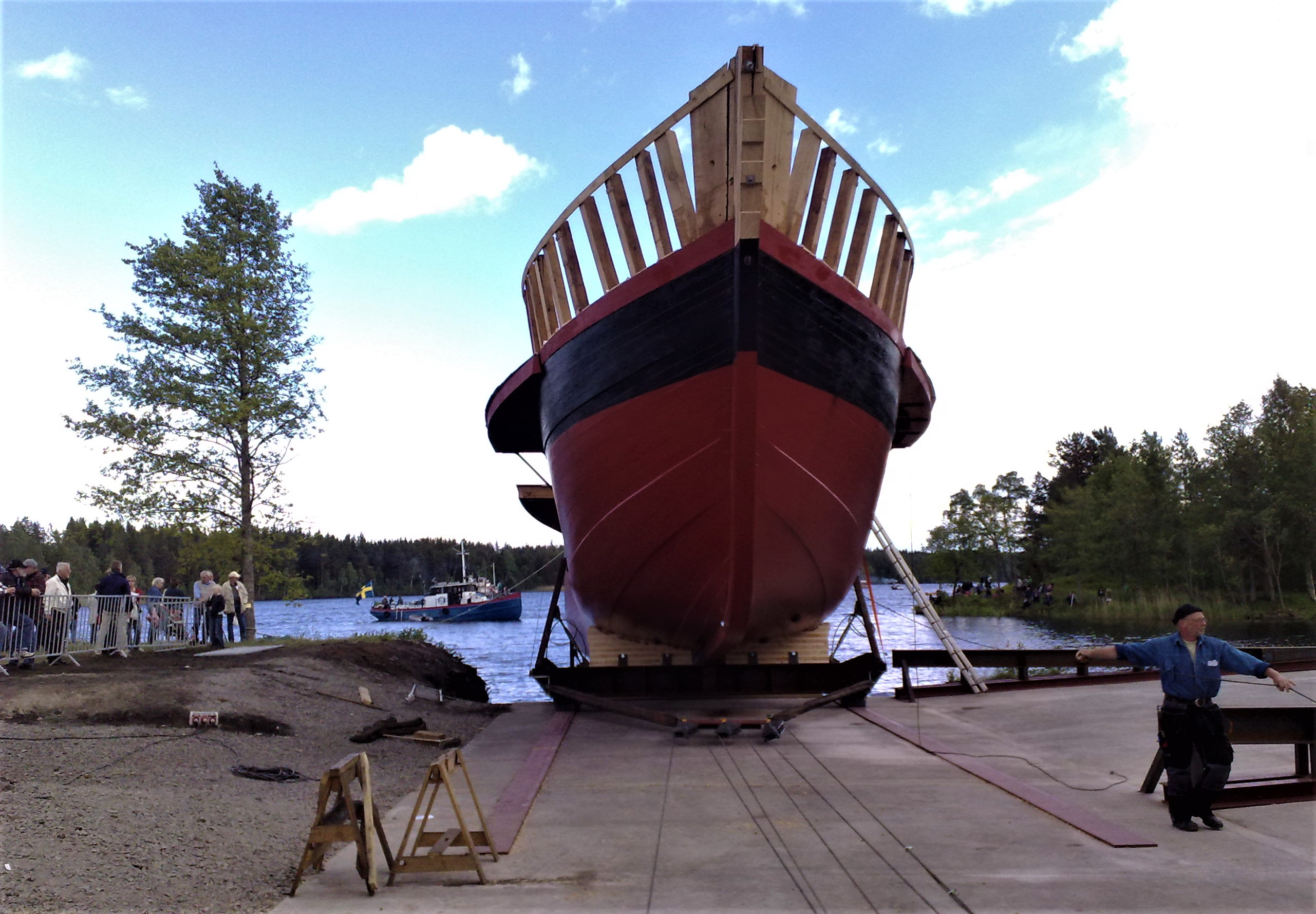
Sjösättningen av Eric Nordevall II den 6 juni 2009 vid Forsviks bruk.

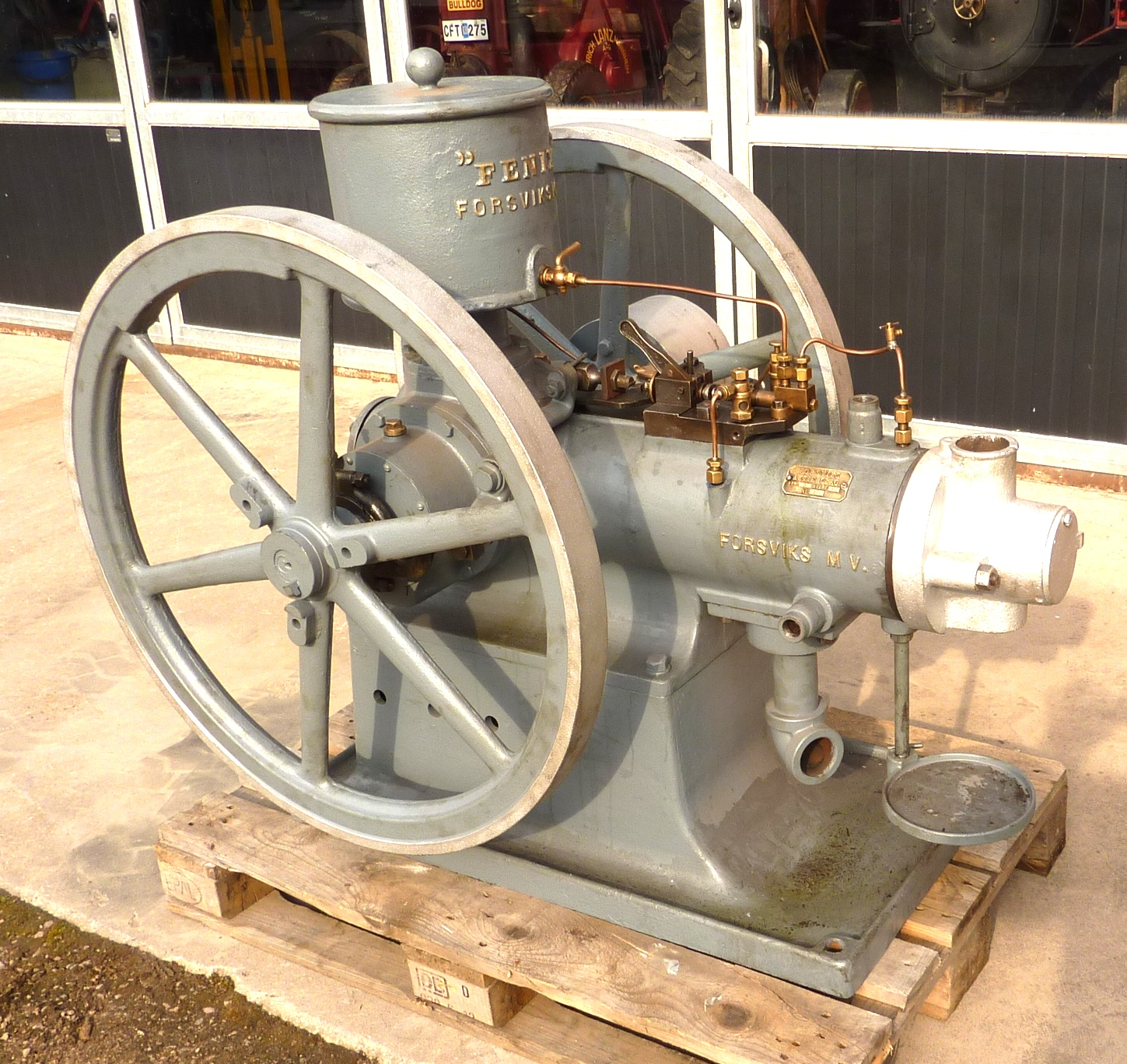
2 hk FENIX motor (1903) Vid RUBENS Maskinhistoriska Samlingar, Götene

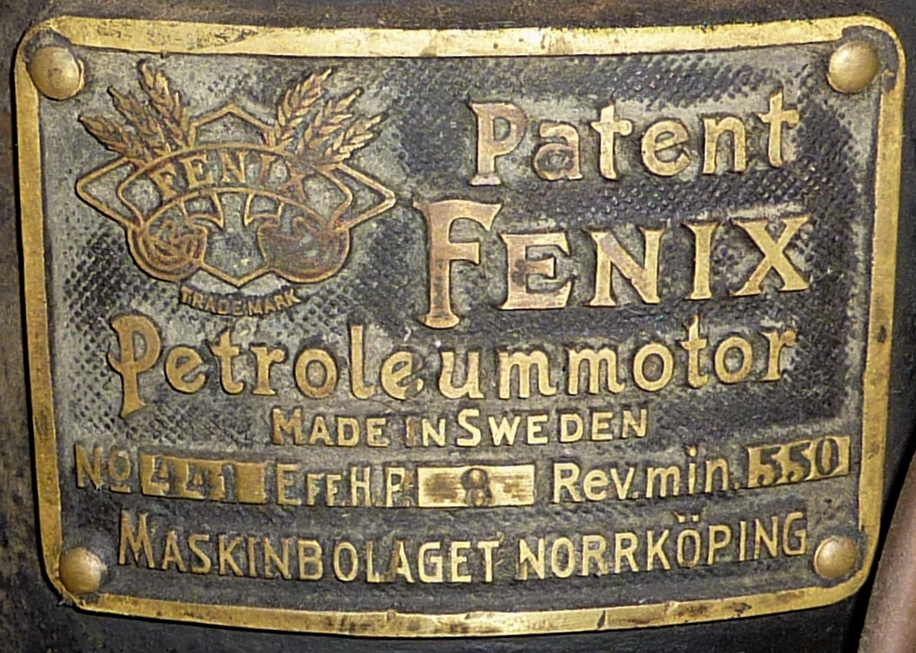
Motorskylt FENIX motor 441

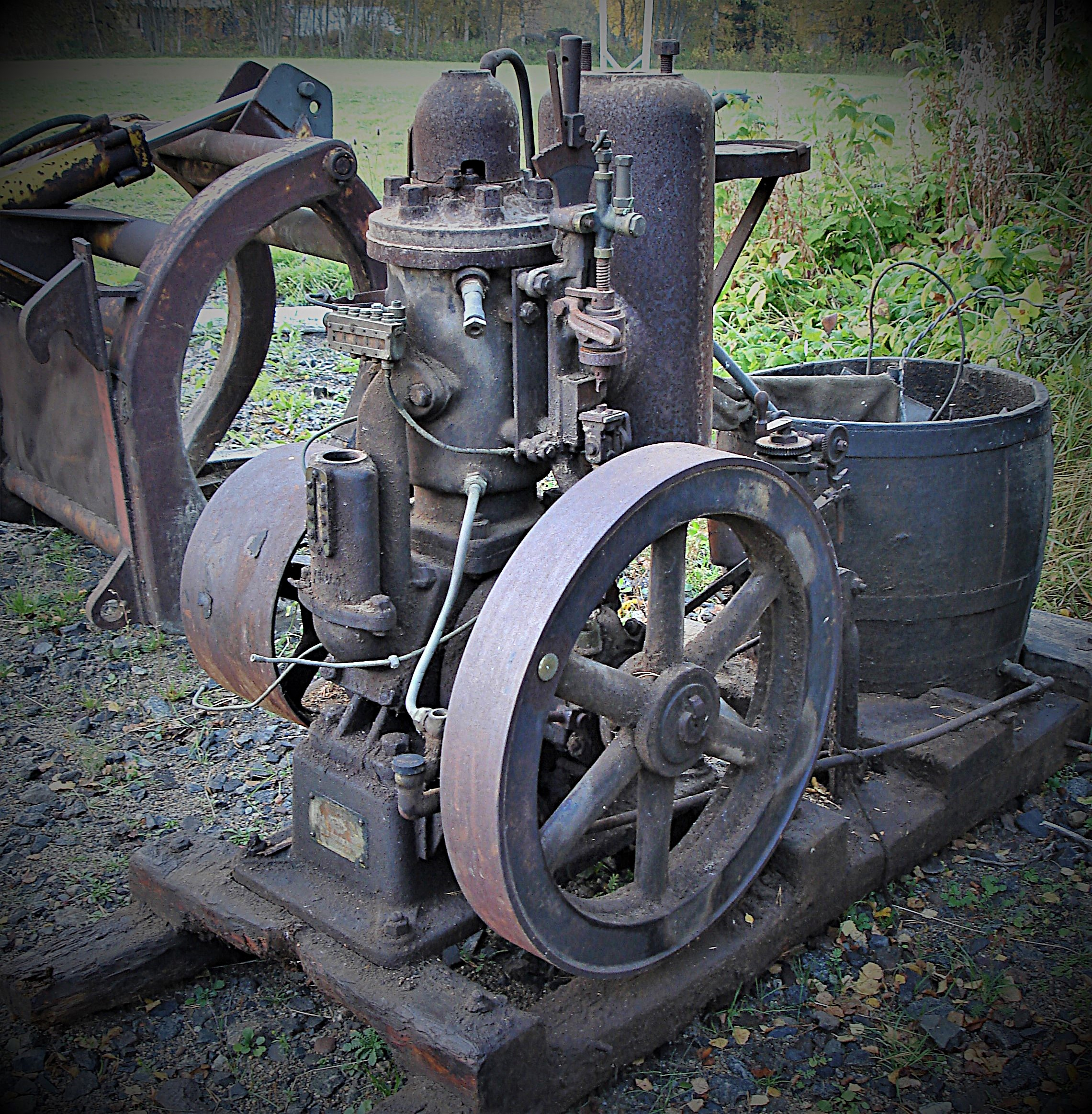
FENIX motor 441. vid Rubens Maskinhistoriska Samlingar, Götene

Forsviks bruk är i dag ett industriarv i Forsvik, Karlsborgs kommun. På bruket har det drivits flera olika industriverksamheter i 600 år. Brukets verksamhet har bestått av kvarn, sågverk, hammarsmedjor, träsliperi, gjuteri och mekanisk verkstad. Industriverksamheten på bruket har förändrats, bytts ut och förnyats i takt med ägare och efterfrågan. Bruket har varit byggnadsminne sedan 22 juni 2005.

## Historia
Det tidigaste skriftliga belägget av industri i Forsvik är ett gåvobrev från år 1410, där Cecilia Jonsdotter (Roos) skänker Forsviks kvarn till Vadstena kloster.
År 1686 anlade Anton von Boij ett stångjärnsverk med två hammare och fyra härdar i Forsvik. von Boij hade redan ett antal masugnar och hammare och i Tiveden. I Forsvik producerades stångjärn som sjövägen fraktades för omlastning och vidare transport till Göteborg. Bruket övertogs av Sebastian Tham 1720. Det drevs av hans änka Elisabeth Cronström mellan 1729 och 1771 och vidare av deras ättlingar till 1840. Stångjärnstillverkningen upphörde 1869.
Godsägaren Jonas Reinhold Troselius köpte upp bruket från Tham-släkten och år 1842 ägde Troselius mer än hälften av bruket, sex år senare stod han som ensam ägare. Dennes svärson Wilhelm Palmær moderniserade och expanderade företaget. Palmær anlade ett gjuteri 1859, en mekanisk verkstad 1861, ett  träsliperi 1870 och en ångsåg 1878. Bruket växte och arbetarbostäder uppfördes när antalet anställda steg kraftigt. En stor produkt från Forsvik var lyktstolpar som levererades till bland annat Karlstad, Malmö och Stockholm. Lyktstolpar började tillverkas 1881 och den mest kända lyktstolpen från Forsvik kallades Stockholmsmodellen. En annan känd produkt började tillverkas 1901 genom Fenixmotorn.
Forsvik omvandlades till ett aktiebolag 1867. Aktiemajoriteten 1904 övertogs av ett konsortium i Göteborg med  Carl Lyon, Hjalmar Wijk, Carolina Röhss (hustru till August Röhss) och James Keiller Jr som största ägare.
1909 stod det nya gjuteriet klart. Brukskontoret stod klart 1920 och i byggnaden fanns även ortens bankkontor och postkontor. År 1923 startades Forsviks varv, ett båtbyggnads- och reparationsvarv, som var verksamt till 1938. 1932 skildes sågverksamheten och jordbruket från bruket.
1960-talet innebar en svår period för bruket i en tid av hård konkurrens för gjuterierna. Forsviks gjuteri från 1909 hade blivit omodernt. Ett bakslag för Forsvik kom när den den största kunden Nordiska armaturfabrikerna byggde ett eget gjuteri 1964. Bruket moderniserade verksamheten genom att ta lån i flera omgångar men hämtade sig aldrig riktigt sedan Nordiska armaturfabrikerna upphört som kund. En stor produkt blev rör till oljetankers som byggdes vid Eriksbergs Mekaniska Verkstad i Göteborg. Eriksbergs varv blev Forsviks största kund. År 1977 gick Eriksbergs Mekaniska Verkstad i konkurs och bruket lades ned.
I dag är bruket ett industriminne som drivs av Västra Götalandsregionen genom förvaltningen för kulturutveckling. 2008 utsågs Forsvik till årets industriminne.
Under åren 1995 till 2011 byggdes Hjulångaren Erik Nordevall II i en plåtverkstad från 1895 i bruksområdet.